# Pavel Peroutka
Pavel Peroutka (* 1977) je český kontrabasista a zpěvák. Narodil se v Náchodě, v současné době žije ve Středočeském kraji.

## Život
Má za sebou dlouholetou praxi bluegrassového kontrabasisty a zpěváka ve skupině Malina Brothers a Spirituál Kvintet dříve také výjimečné kapely Reliéf, se kterou byl v SPBGMA European Band Championship několikrát vyhlášený jako basista roku.[1998?] Spolupracoval s předními folkovými a bluegrassovými muzikanty, např. Pavlínou Jíšovou, Pavlem Bobkem, hráčem na foukací harmoniku Charlie Slavíkem. Účinkoval v muzikálu Šakalí léta a v představení divadla ABC Drž mě pevně, miluj zlehka. Byl stálým členem skupiny Spirituál Kvintet, se kterou hrál od března 2011 až do posledních koncertů v roce 2022. Aktuálně hraje v kapelách Malina Brothers a Jazzové Perutě 80.
Kromě hudby se věnuje i dalším aktivitám ve své agentuře, kterou založil a která vydala řadu hudebních nosičů pro např. Pavlínu Jíšovou, Jiří Holoubek Trio, Reliéf. Spolu s vydavatelskou činností se věnuje i produkci nejrůznějších hudebních a kulturních pořadů, nebo akcím jako Modlitba za domov.[zdroj?] Věnuje se manažerské práci a zastupoval nebo zastupuje řadu významných hudebníků, ať již zmiňovaný Spirituál Kvintet, Musicu Bohemicu, Malina Brothers, Jitku Vrbovou, Nezmary, Druhou trávu, Pavlínu Jíšovou, Žalmana a spol., Hradišťan, Jana Spáleného, Vladimíra Mišíka, Ivana Mládka, Javory a celou řadu dalších.

## Dlouhodobá angažmá
- 1982 - 1990 BG Cwrkot
- Early Grass revival
- 1994 - 2019 Reliéf
- 2006 - 2012 Pavlína Jíšová a přátelé a Pavel Bobek
- 2014 - 2019 Jiří Holoubek trio
- Divadlo ABC - Šakalí Léta a Drž mě pevně a miluj zlehka
- 2016 - 2022  Mančos - jazz
- 2011 - 2022 Spirituál kvintet
- 2010 - nyní Malina Brothers

## Hudební spolupráce
- Guy Davis (černošský bluesman) - turné po Evropě
- Saly van Meter/ Dobro (držitelka Grammy)  - koncert Dobrofest
- Robert Křesťan a Druhá tráva
- Slávek Hanzlík kytarista - turné po Evropě
- Katka Garcia - spolupráce na CD, koncerty
- Martin Žák - natáčení dvou CD - pořad Střípky ze steré Ameriky
- Matěj Ptaszek- bluesman foukací harmonika
- Charlie Slavík - Highway 61
- Marcel Flemer band
- EG- Revival - Ivo Drbohlav
- Jimmie Boseman - country písničkář USA
- Petr Kůs - Fámy

## Diskografie
- Reliéf-Leaves in the wind - 1999
- Reliéf 2001
- Reliéf Live 2006
- Reliéf-That´s Not For You ...2011
- Martin Žák - Písně ze stařičké stodoly 2004
- Petr Kůs - fámy 1999
- Pavlína Jíšová - Andělé jsou s námi 2006
- Pavlína Jíšová- Blázen tančí dál 2009
- Pavlína Jíšová - Andělé jsou s námi 2006
- Pavlína Jíšová - To si piš 2011
- Jiří Holoubek trio - 2013
- Pavel Bobek - Víc nehledám 2010
- Spirituál kvintet - Čerství vítr 2012
- Spirituál Kvintet, Hradišťan a Dagmar Pecková 2020
- Zdena Tichotová - Zpívání se Spirituál Kvintetem 2019
- Spirituál Kvintet - 60, 2020 (publikace a CD k ukončení činnosti kapely)
- Malina Brothers - Rychlejší koně 2013
- Malina Brothers a Charlie McCoy 2015
- Malina Brothers a Kateřina Garcia 2018
- Malina Brothers DVD 10 let na scéně 2020
- Malina Brothers - Baroquegrass 2021
- Malina Brothers - V peřejích 2023